# Nec temere, nec timide
Nec temere, nec timide er latin for: “Hverken ubesindig eller frygtsom” og var søhelten Niels Juels motto. Oprindelsen er ikke sikkert klarlagt, men antages at være udtalt umiddelbart før Søslaget i Køge Bugt den 1. juli 1677. 
I dag er det motto for Søværnets Officersskole.
Også slogan for Bornholms Værn. 
Er ligeledes motto for byen Gdańsk.